# 8.ª etapa da Volta a Espanha de 2020
A 8.ª etapa da Volta a Espanha de 2020 teve lugar a 28 de outubro de 2020 entre Logroño e Alto de Moncalvillo sobre um percurso de 164 km e foi vencida pelo esloveno Primož Roglič da equipa Jumbo-Visma, recortando-lhe 17 segundos ao equatoriano Richard Carapaz que conseguiu manter a liderança.

## Classificação da etapa
| \| Classificação por etapas \| Classificação por etapas \| Classificação por etapas \| Classificação por etapas \| Classificação por etapas \| \| Ciclista \| Ciclista \| Equipe \| Tempo \| \| \| ------------------------ \| ------------------------ \| ------------------------ \| ------------------------ \| ------------------------ \| \| 1. \| Primož Roglič \| Jumbo-Visma \| 4h07m08s \| \| \| 2. \| Richard Carapaz \| Ineos Grenadiers \| + 13s \| \| \| 3. \| Daniel Martin \| Israel Start-Up Nation \| + 19s \| \| \| 4. \| Aleksandr Vlasov \| Astana \| + 25s \| \| \| 5. \| Hugh Carthy \| EF Pro Cycling \| + 33s \| \| \| 6. \| Wout Poels \| Bahrain McLaren \| + 35s \| \| \| 7. \| Enric Mas \| Movistar Team \| + 54s \| \| \| 8. \| Sepp Kuss \| Jumbo-Visma \| + 54s \| \| \| 9. \| Esteban Chaves \| Mitchelton-Scott \| + 1m33s \| \| \| 10. \| Clément Champoussin \| AG2R La Mondiale \| + 1m37s \| \| |                     |                        |          |
| |                     |                        |          |
| Fonte: ProCyclingStats |                     |                        |          |
| Classificação por etapas |                     |                        |          |
| Ciclista | Ciclista            | Equipe                 | Tempo    |
| 1. | Primož Roglič       | Jumbo-Visma            | 4h07m08s |
| 2. | Richard Carapaz     | Ineos Grenadiers       | + 13s    |
| 3. | Daniel Martin       | Israel Start-Up Nation | + 19s    |
| 4. | Aleksandr Vlasov    | Astana                 | + 25s    |
| 5. | Hugh Carthy         | EF Pro Cycling         | + 33s    |
| 6. | Wout Poels          | Bahrain McLaren        | + 35s    |
| 7. | Enric Mas           | Movistar Team          | + 54s    |
| 8. | Sepp Kuss           | Jumbo-Visma            | + 54s    |
| 9. | Esteban Chaves      | Mitchelton-Scott       | + 1m33s  |
| 10. | Clément Champoussin | AG2R La Mondiale       | + 1m37s  |

## Classificações ao final da etapa

### Classificação geral
| \| Classificação geral \| Classificação geral \| Classificação geral \| Classificação geral \| Classificação geral \| \| Ciclista \| Ciclista \| Equipe \| Tempo \| \| \| ------------------- \| ------------------- \| ---------------------- \| ------------------- \| ------------------- \| \| 1. \| Richard Carapaz \| Ineos Grenadiers \| 32h31m06s \| \| \| 2. \| Primož Roglič \| Jumbo-Visma \| + 13s \| \| \| 3. \| Daniel Martin \| Israel Start-Up Nation \| + 28s \| \| \| 4. \| Hugh Carthy \| EF Pro Cycling \| + 44s \| \| \| 5. \| Enric Mas \| Movistar Team \| + 1m54s \| \| \| 6. \| Felix Großschartner \| Bora-Hansgrohe \| + 3m28s \| \| \| 7. \| Esteban Chaves \| Mitchelton-Scott \| + 3m28s \| \| \| 8. \| Alejandro Valverde \| Movistar Team \| + 3m35s \| \| \| 9. \| Marc Soler \| Movistar Team \| + 3m40s \| \| \| 10. \| Wout Poels \| Bahrain McLaren \| + 3m47s \| \| |                     |                        |           |
| |                     |                        |           |
| Fonte: ProCyclingStats |                     |                        |           |
| Classificação geral |                     |                        |           |
| Ciclista | Ciclista            | Equipe                 | Tempo     |
| 1. | Richard Carapaz     | Ineos Grenadiers       | 32h31m06s |
| 2. | Primož Roglič       | Jumbo-Visma            | + 13s     |
| 3. | Daniel Martin       | Israel Start-Up Nation | + 28s     |
| 4. | Hugh Carthy         | EF Pro Cycling         | + 44s     |
| 5. | Enric Mas           | Movistar Team          | + 1m54s   |
| 6. | Felix Großschartner | Bora-Hansgrohe         | + 3m28s   |
| 7. | Esteban Chaves      | Mitchelton-Scott       | + 3m28s   |
| 8. | Alejandro Valverde  | Movistar Team          | + 3m35s   |
| 9. | Marc Soler          | Movistar Team          | + 3m40s   |
| 10. | Wout Poels          | Bahrain McLaren        | + 3m47s   |

### Classificação por pontos
| Classificação por pontos | Classificação por pontos | Classificação por pontos | Classificação por pontos | Classificação por pontos |
| Ciclista                 | Ciclista                 | Equipe                   | Pontos                   |                          |
| ------------------------ | ------------------------ | ------------------------ | ------------------------ | ------------------------ |
| 1.                       | Primož Roglič            | Jumbo-Visma              | 104 pts                  |                          |
| 2.                       | Richard Carapaz          | Ineos Grenadiers         | 81 pts                   |                          |
| 3.                       | Daniel Martin            | Israel Start-Up Nation   | 73 pts                   |                          |
| 4.                       | Guillaume Martin         | Cofidis                  | 50 pts                   |                          |
| 5.                       | Michael Woods            | EF Pro Cycling           | 45 pts                   |                          |
| 6.                       | Hugh Carthy              | EF Pro Cycling           | 45 pts                   |                          |
| 7.                       | Enric Mas                | Movistar Team            | 42 pts                   |                          |
| 8.                       | Alejandro Valverde       | Movistar Team            | 40 pts                   |                          |
| 9.                       | Sepp Kuss                | Jumbo-Visma              | 35 pts                   |                          |
| 10.                      | Felix Großschartner      | Bora-Hansgrohe           | 33 pts                   |                          |

### Classificação da montanha
| Classificação da montanha | Classificação da montanha | Classificação da montanha | Classificação da montanha | Classificação da montanha |
| Ciclista                  | Ciclista                  | Equipe                    | Pontos                    |                           |
| ------------------------- | ------------------------- | ------------------------- | ------------------------- | ------------------------- |
| 1.                        | Guillaume Martin          | Cofidis                   | 27 pts                    |                           |
| 2.                        | Sepp Kuss                 | Jumbo-Visma               | 24 pts                    |                           |
| 3.                        | Richard Carapaz           | Ineos Grenadiers          | 24 pts                    |                           |
| 4.                        | Daniel Martin             | Israel Start-Up Nation    | 20 pts                    |                           |
| 5.                        | Tim Wellens               | Lotto-Soudal              | 19 pts                    |                           |
| 6.                        | Primož Roglič             | Jumbo-Visma               | 17 pts                    |                           |
| 7.                        | Michael Woods             | EF Pro Cycling            | 16 pts                    |                           |
| 8.                        | Ion Izagirre              | Astana                    | 11 pts                    |                           |
| 9.                        | Alejandro Valverde        | Movistar Team             | 11 pts                    |                           |
| 10.                       | Rémi Cavagna              | Deceuninck-Quick Step     | 6 pts                     |                           |

### Classificação dos jovens
| Classificação dos jovens | Classificação dos jovens | Classificação dos jovens | Classificação dos jovens | Classificação dos jovens |
| Ciclista                 | Ciclista                 | Equipe                   | Tempo                    |                          |
| ------------------------ | ------------------------ | ------------------------ | ------------------------ | ------------------------ |
| 1.                       | Enric Mas                | Movistar Team            | 32h33m00s                |                          |
| 2.                       | David Gaudu              | Groupama-FDJ             | + 4m21s                  |                          |
| 3.                       | Aleksandr Vlasov         | Astana                   | + 4m58s                  |                          |
| 4.                       | Gino Mäder               | NTT Pro Cycling          | + 9m25s                  |                          |
| 5.                       | Kobe Goossens            | Lotto-Soudal             | + 17m02s                 |                          |
| 6.                       | Georg Zimmermann         | CCC Team                 | + 20m57s                 |                          |
| 7.                       | Clément Champoussin      | AG2R La Mondiale         | + 23m17s                 |                          |
| 8.                       | William Barta            | CCC Team                 | + 32m12s                 |                          |
| 9.                       | Iván Ramiro Sosa         | Ineos Grenadiers         | + 32m58s                 |                          |
| 10.                      | Andrea Bagioli           | Deceuninck-Quick Step    | + 37m25s                 |                          |

### Classificação por equipas
| Classificação por equipes | Classificação por equipes | Classificação por equipes | Classificação por equipes |
| Equipe                    | Equipe                    | Tempo                     |                           |
| ------------------------- | ------------------------- | ------------------------- | ------------------------- |
| 1.                        | Movistar Team             | 97h42m42s                 |                           |
| 2.                        | Jumbo-Visma               | + 5m48s                   |                           |
| 3.                        | Astana                    | + 12m46s                  |                           |
| 4.                        | UAE Team Emirates         | + 14m33s                  |                           |
| 5.                        | Mitchelton-Scott          | + 28m34s                  |                           |
| 6.                        | Cofidis                   | + 47m18s                  |                           |
| 7.                        | Ineos Grenadiers          | + 55m41s                  |                           |
| 8.                        | Groupama-FDJ              | + 1h19m10s                |                           |
| 9.                        | Trek-Segafredo            | + 1h31m42s                |                           |
| 10.                       | EF Pro Cycling            | + 1h33m31s                |                           |

## Abandonos
- Tom Dumoulin não tomou a saída ao se encontrar fatigado.[2]
- Kenny Elissonde não tomou a saída por causa de uma gastroentrite.[3]
- Michał Gołaś não tomou a saída por motivos familiares.[4]